# Pima megye
Pima megye az Amerikai Egyesült Államokban, azon belül Arizona államban található. Megyeszékhelye Tucson. Lakosainak száma 1 043 433 fő (2020. április 1.). Pima megye Yuma, Maricopa, Pinal, Graham, Cochise, Santa Cruz, Altar, Caborca, Plutarco Elías Calles és Sáric megyékkel határos.

## Népesség
A megye népességének változása:
| Lakosok száma | 982 018 | 987 910 | 992 395 | 996 554 | 1 010 025 | 1 043 433 |
|               | 2010    | 2011    | 2012    | 2013    | 2015      | 2020      |